# Franz Pforr

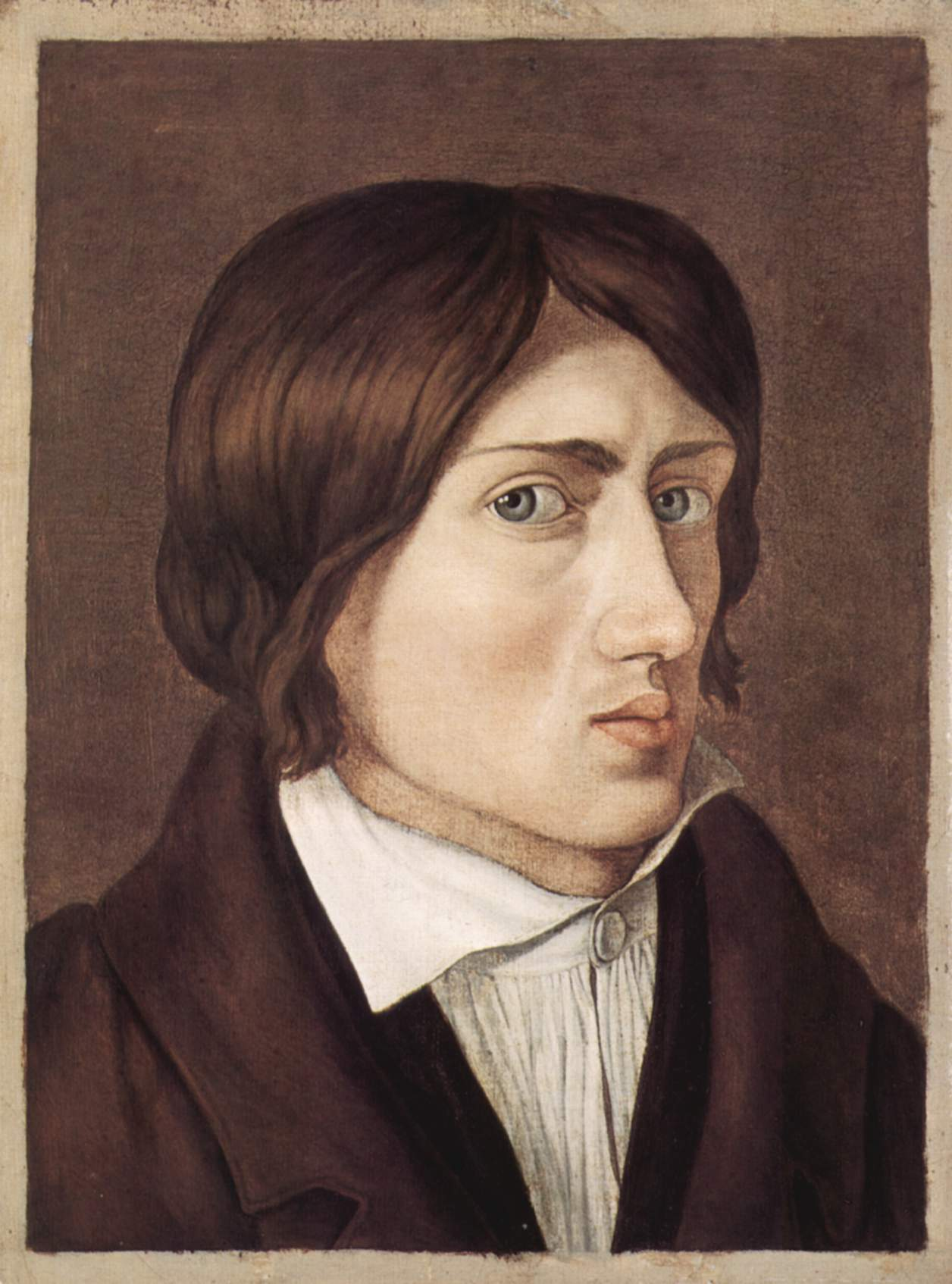
Autorretrato, 1810.

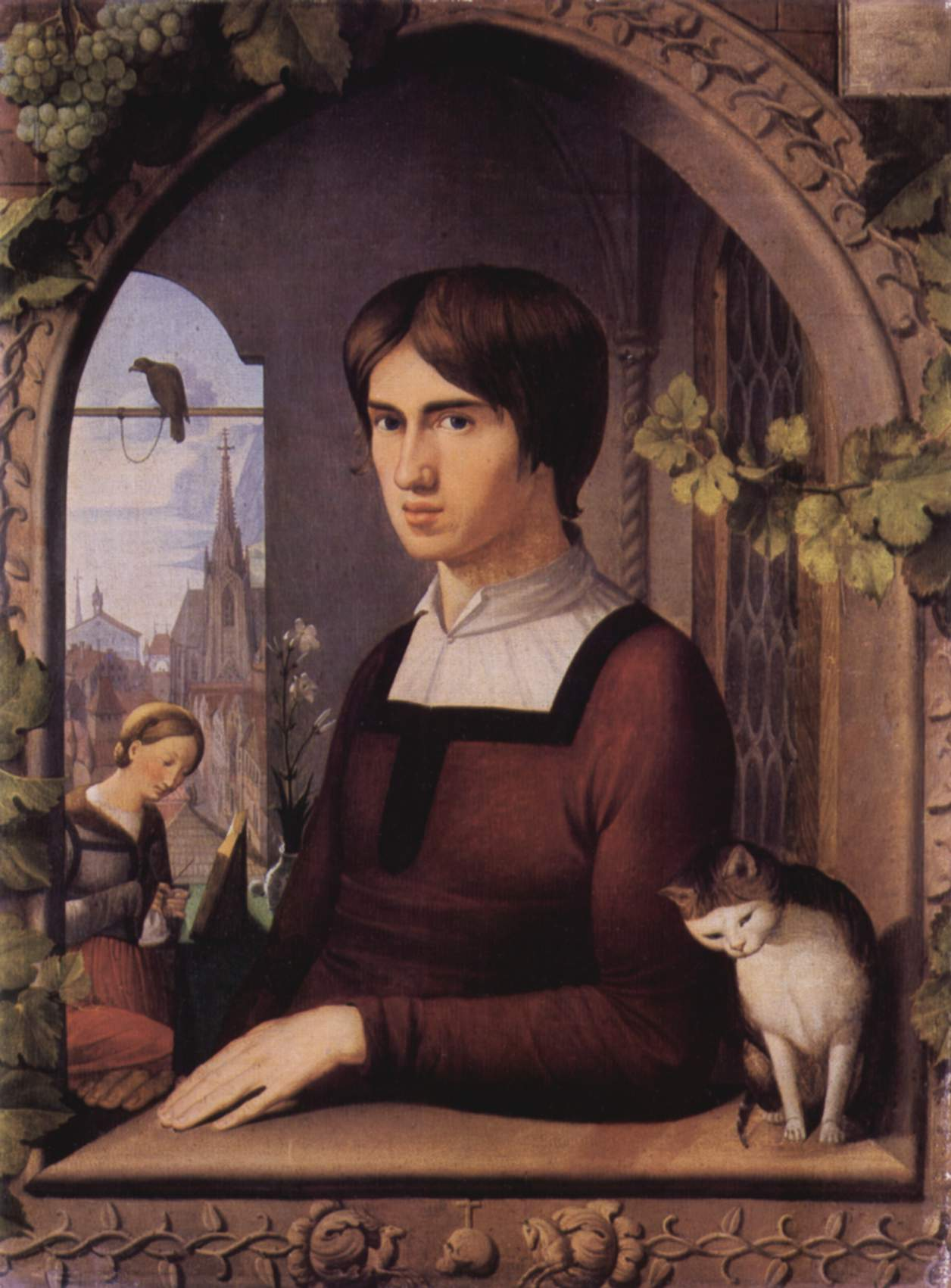
Retrato de Franz Pforr, por Johann Friedrich Overbeck, 1810.

Franz Pforr (Fráncfort del Meno, 5 de abril de 1788 - Albano Laziale, 16 de junio de 1812) fue un pintor romántico alemán, adscrito al movimiento de los nazarenos.

## Vida
Franz Pforr era hijo de Johann Georg Pforr y Johanna Christiane Pforr, de soltera Tischbein. Su primer maestro fue su padre, pintor muy respetado en Fráncfort del Meno, especializado en caballos. A los doce años, Franz Pforr perdió a sus padres y, un año más tarde, a su único hermano. Su tío, J. H. Tischbein, propietario de una galería, le acogió en Kassel en 1801, se preocupó de su educación y consiguió que lo admitieran en la Academia de Bellas Artes de Viena.
En 1805 fue aceptado en la Academia de Viena, que era dirigida por el severo clasicista Heinrich Friedrich Füger. Como otros amigos y estudiantes, entre ellos Johann Friedrich Overbeck, Konrad Hottinger y Ludwig Vogel, estaba insatisfecho de la educación de la academia. Los estudiantes echaban en falta cierta profundidad de pensamiento más allá de la exterior forma clásica. Buscaron su propio camino y lo encontraron en relación con el pasado. "Verdaderamente, pensábamos que, cuanto más nos apartáramos de los principios de la academia, más nos acercábamos a la forma correcta de pintar, propia de los antiguos pintores. "
Finalmente, las diferencias con la academia les llevó a chocar con ésta. En 1809 fueron expulsados, pero los jóvenes artistas fundaron el 10 de julio de 1809, la Hermandad de san Lucas, primera asociación artística moderna, que pretendía basar la pintura sobre la religión y un buen trabajo artesanal. 
En 1810, junto a Overbeck, Ludwig Vogel y Johann Konrad Hottinger se trasladó a Roma. Allí estudiarían a los primitivos italianos y recuperarían para su arte una espiritualidad perdida. Ocuparon el monasterio abandonado de San Isidoro, dispuestos a llevar una existencia de recogimiento prácticamente monacal, en profunda relación con la naturaleza y con medios de vida artesanales. 
Allí crearon un estilo que más tarde sería conocido como arte nazareno y que influiría en la primera mitad del siglo XIX considerablemente como un importante movimiento dentro del arte romántico. Pforr fue el pintor que más influyó en esta etapa inicial del movimiento nazareno. Se volcó en la rememoración de las escenas caballerescas medievales. 
Viajó a Nápoles y a la localidad de Albano, donde la tuberculosis termina con su vida a los 24 años, sin haber visto reconocido su arte.

## Obra
En su corta vida, Franz Pforr pudo crear sólo un puñado de pinturas y cientos de dibujos. No obstante, es uno de los más importantes pintores del romanticismo alemán e influyó de manera decisiva en el movimiento nazareno. Muy influido por Alberto Durero, es imaginativo y apasionado.
Le interesan especialmente los temas históricos y medievales, de connotaciones patrióticas. Su estilo es un tanto artificioso, ingenuo, de colorido plano y con unas figuras tremendamente hieráticas. Dentro de esta línea patriótica están los cuadros que dedica a Rodolfo I de Habsburgo: Rodolfo de Habsburgo y el sacerdote (1809) y La entrada de Rodolfo de Habsburgo en Basilea en 1273 (1808-1810), ambos conservados en el Instituto Städel de Fráncfort del Meno. En 1923 se descubrió un San Jorge pintado por Pforr.
Su obra más conocida probablemente sea la pintura alegórica Sulamita y María (1811). Se considera arquetípica de los nazarenos, el romanticismo religioso alemán. Junto al tema religioso, incluye una plétora de alusiones a la vida de su amigo Overbeck, su propia vida y el amor conyugal.
Overbeck y Pforr decidieron pintar el mismo tema para intercambiarse los cuadros como regalo: las dos novias cristianas por excelencia, Sulamita, la esposa del Cantar de los Cantares y María. Representaban las esposas imaginarias de ambos artistas. Franz Pforr pintó Sulamith y María en forma de díptico, con las dos figuras femeninas separadas. Este óleo se conserva en la Colección Georg Schäfer en Schweinfurt. Este cuadro de amistad tiene su complemento en el pintado por Overbeck para Pforr: el no menos conocido Italia y Germania (1811-1828).

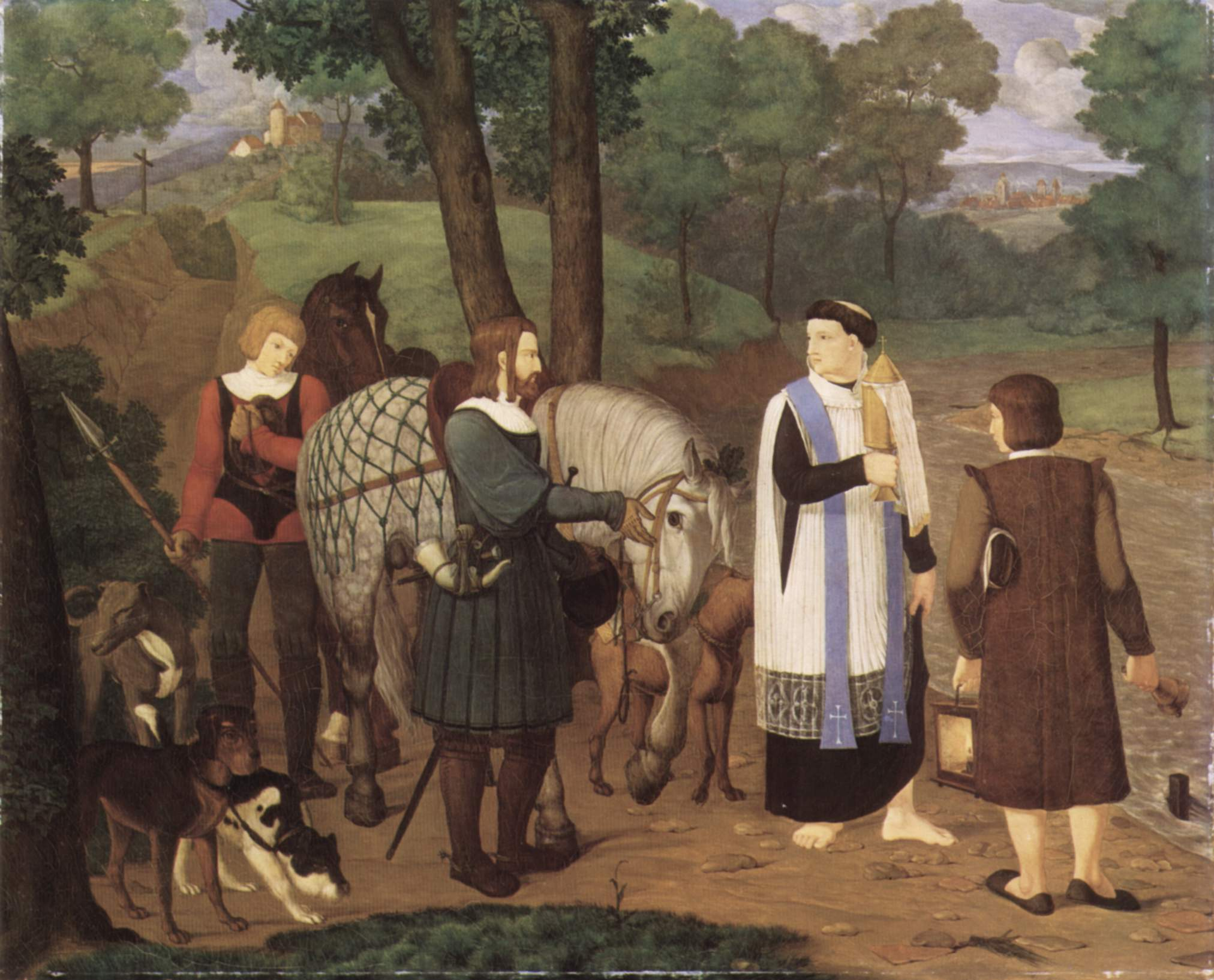
Rodolfo de Habsburgo y el sacerdote, óleo, 1809
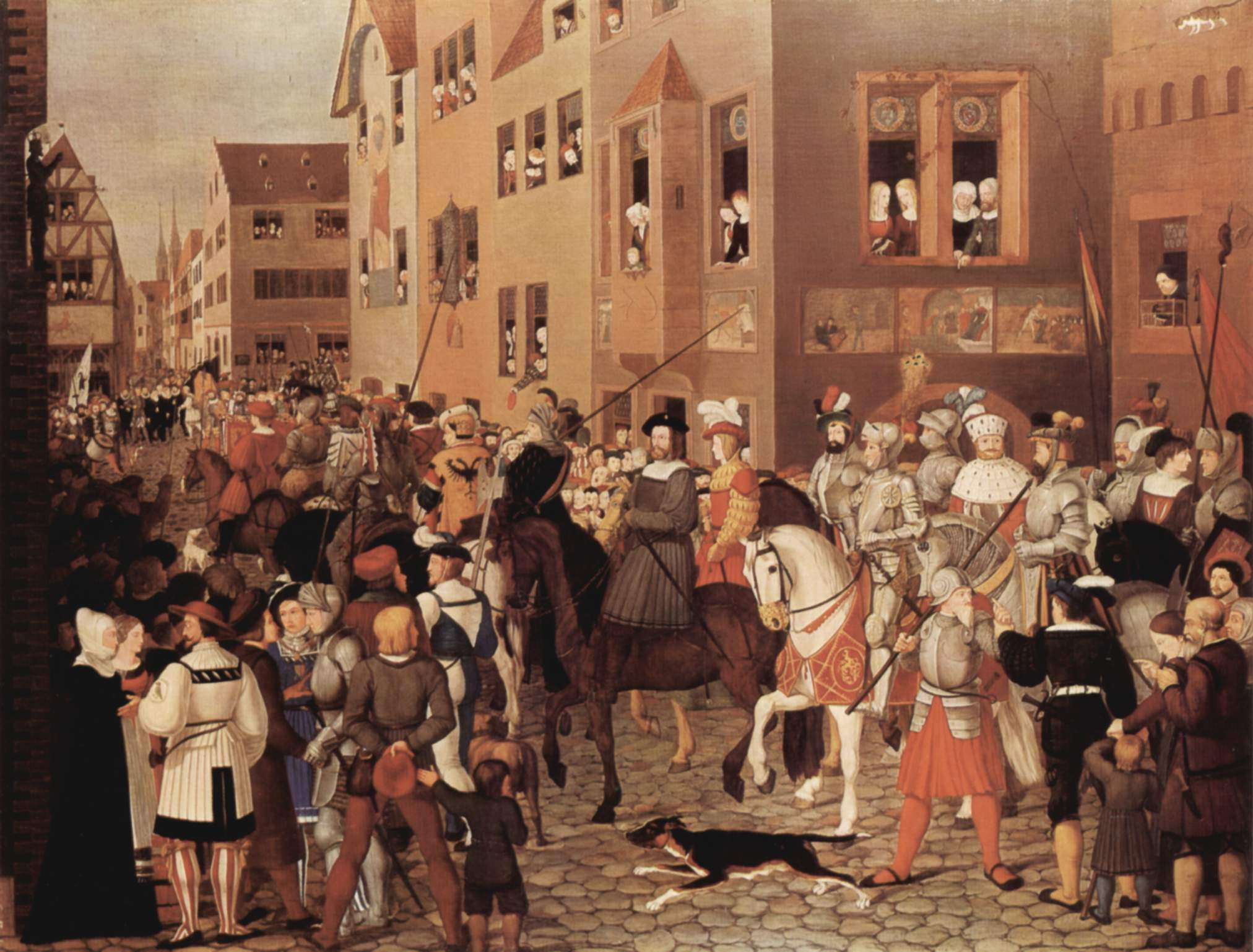
La entrada de Rodolfo de Habsburgo en Basilea en 1273, 1808-1810
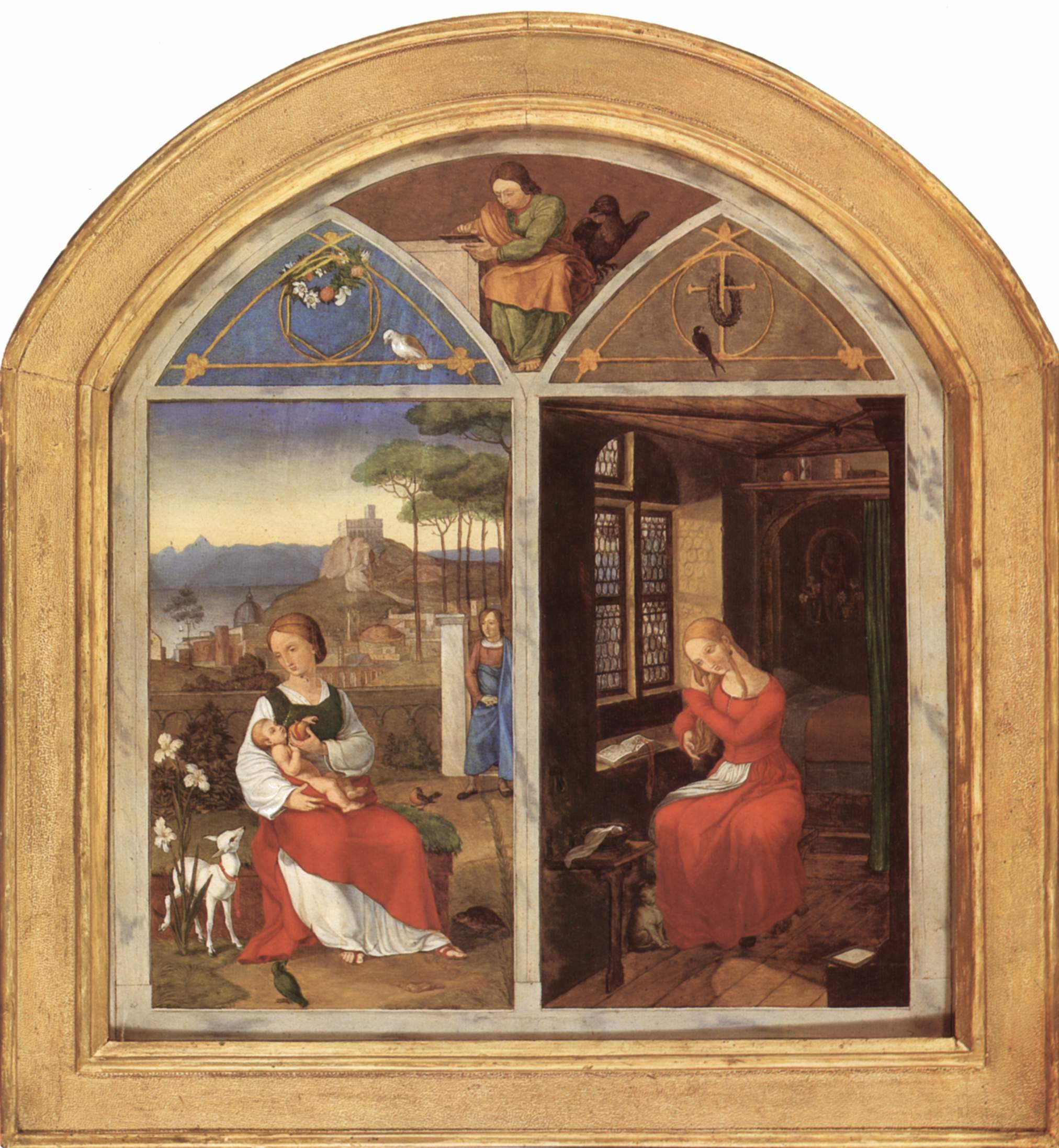
Sulamita y María, óleo, 1810-1812